# Joakim Nilsson
Hans Peter Joakim Nilsson (* 31. března 1966, Landskrona) je bývalý švédský fotbalista, záložník. Se švédskou reprezentací získal bronz na mistrovství Evropy v roce 1992. Zúčastnil se také mistrovství světa v roce 1990 a olympijských her v Soulu roku 1988. Za národní tým nastupoval v letech 1988–1992, odehrál v něm 27 utkání, v nichž vstřelil jednu branku. Hrál za kluby Landskrona BoIS (1985–1986, 1993–1995), Malmö FF (1986–1990) a Sporting de Gijón (1990–1993). S Malmö se stal dvakrát mistrem Švédska (1986, 1988).